# Пратас
Пратас (Дуншацюндао, Дунша) (на китайски: 東沙群島) е коралов риф в северната част на Южнокитайско море, разположен на 250 km южно от Китай и на 450 km югозападно от остров Тайван. Владение е на Република Китай (Тайван) (Република Китай). За рифа претендира и Китайската Народна република (Китай). Рифът има кръгла форма с диаметър 23 km и дължина около 80 km, като в западната му част е разположен остров Дунша, а в източната – миниатюрните островчета Нанвей и Бейвей. Обща площ – 1,74 km². Малобройното местно население се занимава с риболов и добив на гуано.